# Franck Kanouté
Pour les articles homonymes, voir Kanouté.
Franck Kanouté, né le 13 décembre 1998 à Bignona au Sénégal, est un footballeur international sénégalais évoluant au poste de milieu central au Radnički Niš.

## Biographie

### Débuts en Italie
Né à Bignona au Sénégal, Franck Kanouté passe par le centre de formation de la Juventus. Il ne joue cependant aucun match avec l'équipe professionnelle, et rejoint en 2017 le Delfino Pescara, club évoluant alors en Serie B. Il fait sa première apparition en professionnel lors d'un match de championnat face au Frosinone Calcio, le 8 septembre 2017. La rencontre se solde par un match nul riche en buts (3-3).
Lors de la deuxième partie de la saison 2017-2018, Kanouté est prêté quelques mois à un autre club de Serie B, l'Ascoli Calcio. Il joue quatorze matchs avec ce club, avant de retourner à Pescara.

### Prêt à Cosenza
Le 1er août 2019, Franck Kanouté est prêté au Cosenza Calcio pour la saison 2019-2020.

### Cercle Bruges
Le 1er septembre 2020, il s'engage avec le Cercle Bruges. Il joue son premier match sous ses nouvelles couleurs le 13 septembre 2020, lors d'une rencontre de championnat face au RSC Anderlecht. Il entre en jeu à la place de Johanna Omolo lors de cette rencontre perdue par les siens (2-0).

### Prêt au FC Sochaux
Le 14 juillet 2022, Franck Kanouté s'engage avec le FC Sochaux. L'International sénégalais est prêté avec option d’achat par le Cercle Bruges KSV. Il joue son premier match pour Sochaux le 13 août 2022, lors d'une rencontre de championnat contre l'Amiens SC. Il est titularisé lors de cette rencontre perdue par son équipe (1-0 score final).

### Partizan Belgrade
Lors de l'été 2023, Franck Kanouté rejoint la Serbie afin de s'engager en faveur du FK Partizan Belgrade. Le transfert est annoncé le 19 juin 2023 et il signe un contrat de trois ans, soit jusqu'en juin 2026.

### En sélection
Franck Kanouté honore sa première sélection avec l'équipe nationale du Sénégal le 15 novembre 2020 face à la Guinée-Bissau. Il est titularisé au poste de milieu défensif et son équipe s'impose par un but à zéro.

## Statistiques
| Saison                | Club                  | Championnat           | Championnat | Championnat | Coupe(s) nationale(s) | Coupe(s) nationale(s) | Compétition(s) continentale(s) | Compétition(s) continentale(s) | Compétition(s) continentale(s) | Sénégal | Sénégal | Total | Total |
| Saison                | Club                  | Division              | M.          | B.          | M.                    | B.                    | Comp.                          | M.                             | B.                             | M.      | B.      | M.    | B.    |
| 2017-2018             | Delfino Pescara       | Serie B               | 7           | 0           | 1                     | 0                     | -                              | -                              | -                              | -       | -       | 8     | 0     |
| 2017-2018             | Ascoli Calcio (prêt)  | Serie B               | 14          | 0           | -                     | -                     | -                              | -                              | -                              | -       | -       | 14    | 0     |
| 2018-2019             | Delfino Pescara       | Serie B               | 10          | 0           | 1                     | 0                     | -                              | -                              | -                              | -       | -       | 11    | 0     |
| 2019-2020             | Cosenza Calcio (prêt) | Serie B               | 18          | 0           | 1                     | 0                     | -                              | -                              | -                              | -       | -       | 19    | 0     |
| Sous-total            | Sous-total            | Sous-total            | 49          | 0           | 3                     | 0                     | -                              | 0                              | 0                              | 0       | 0       | 52    | 0     |
| 2020-2021             | Cercle Bruges KSV     | Jupiler Pro League    | 16          | 1           | 2                     | 0                     | -                              | -                              | -                              | 2       | 0       | 20    | 1     |
| 2021-2022             | Cercle Bruges KSV     | Jupiler Pro League    | 6           | 1           | 0                     | 0                     | -                              | -                              | -                              | -       | -       | 6     | 1     |
| Sous-total            | Sous-total            | Sous-total            | 22          | 1           | 2                     | 0                     | -                              | 0                              | 0                              | 2       | 0       | 26    | 1     |
| 2022-2023             | FC Sochaux (prêt)     | Ligue 2               | 12          | 0           | 0                     | 0                     | -                              | -                              | -                              | -       | -       | 12    | 0     |
| Sous-total            | Sous-total            | Sous-total            | 12          | 0           | 0                     | 0                     | -                              | -                              | -                              | -       | -       | 12    | 0     |
| Total sur la carrière | Total sur la carrière | Total sur la carrière | 86          | 1           | 5                     | 0                     | -                              | 0                              | 0                              | 2       | 0       | 93    | 1     |

### Liste des matches internationaux
| Matches internationaux de Franck Kanouté | Matches internationaux de Franck Kanouté | Matches internationaux de Franck Kanouté      | Matches internationaux de Franck Kanouté | Matches internationaux de Franck Kanouté | Matches internationaux de Franck Kanouté | Matches internationaux de Franck Kanouté                     |
|                                          | Date                                     | Lieu                                          | Adversaire                               | Résultat                                 | Compétition                              | Notes                                                        |
| ---------------------------------------- | ---------------------------------------- | --------------------------------------------- | ---------------------------------------- | ---------------------------------------- | ---------------------------------------- | ------------------------------------------------------------ |
| 1.                                       | 15 novembre 2020                         | Estádio 24 de Setembro, Bissau, Guinée-Bissau | Guinée-Bissau                            | 0 - 1                                    | Éliminatoires CAN 2022                   | Titulaire et remplacé par Salif Sané à la 90e minute de jeu. |